# Meglio del cinema
Meglio del cinema è un singolo del rapper italiano Fedez, pubblicato il 24 settembre 2021 come quinto estratto dal sesto album in studio Disumano. Classificatosi al primo posto della classifica singoli FIMI, è il ventesimo singolo consecutivo del rapper a raggiungere la top 10 della classifica.

## Descrizione
Il singolo è dedicato alla moglie Chiara Ferragni e racconta la bellezza della quotidianità di una coppia.

## Video musicale
Il video, diretto da Daniele Bagolin, è stato pubblicato il 30 settembre 2021 attraverso il canale YouTube del rapper e vede la partecipazione dello youtuber Il Masseo nei panni di un angelo consolatore.

## Tracce
Crediti riportati sul sito della SIAE.
Testi di Federico Leonardo Lucia e Jacopo Matteo Luca D'Amico, musiche di Federico Leonardo Lucia, Jacopo Matteo Luca D'Amico e Davide Simonetta.
1. Meglio del cinema – 3:08

## Classifiche
| Classifica (2021) | Posizione massima |
| ----------------- | ----------------- |
| Italia            | 1                 |
| Svizzera          | 92                |